# Alfredo Cunha
Alfredo de Almeida Coelho da Cunha (* 1953 in Celorico da Beira) ist ein portugiesischer Fotojournalist und Kriegsberichterstatter.
Er ist für seine ausdrucksstarken Schwarzweißfotos bekannt. Über 3 Millionen Fotografien Cunhas sind offiziell katalogisiert.
Alfredo Cunha ist Familienvater und lebt mit seiner zweiten Frau in Vila Verde.

## Leben

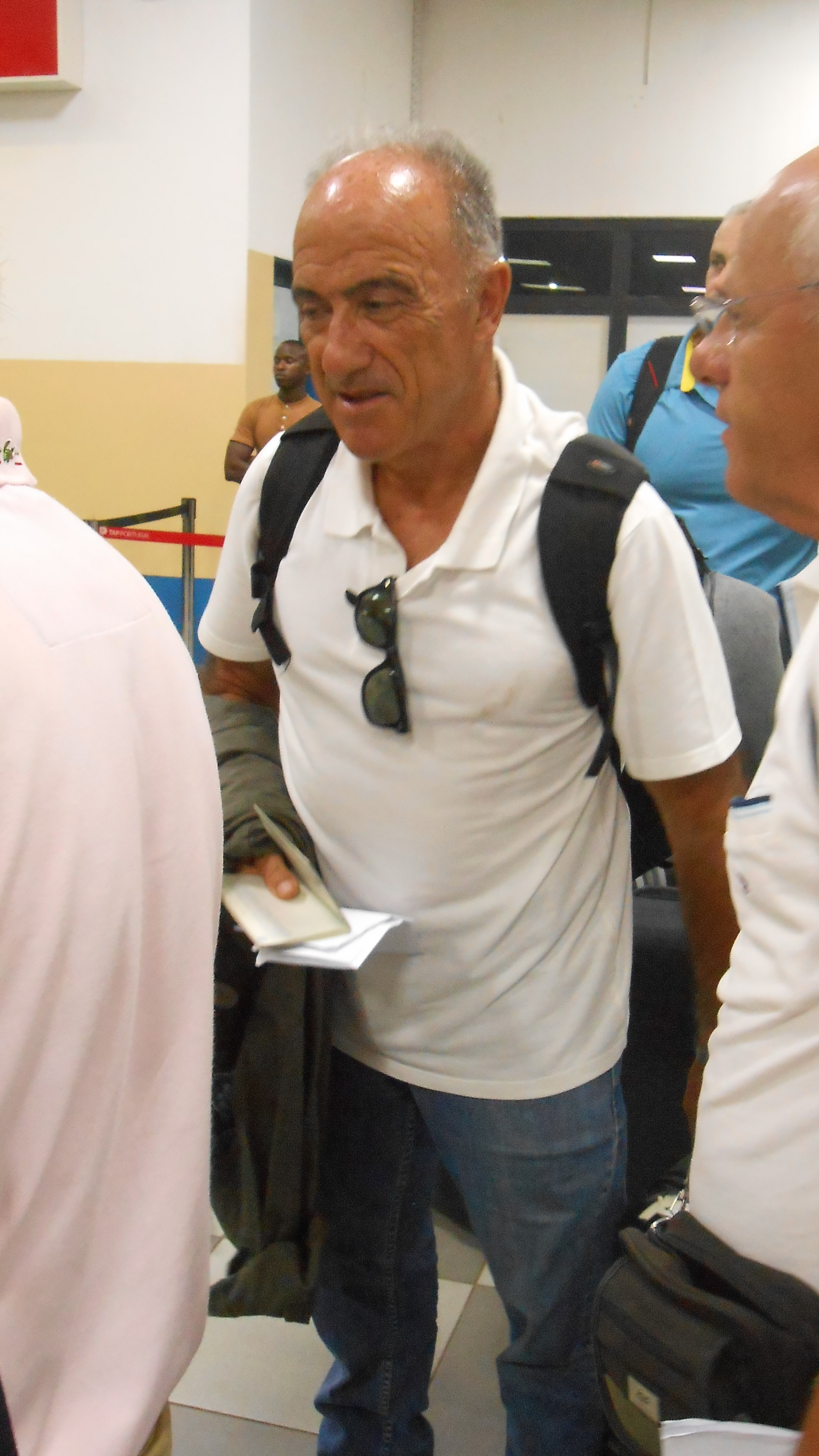
Alfredo Cunha am Hauptstadtflughafen Flughafen Osvaldo Vieira International in Guinea-Bissau, November 2017

Alfredo Cunha wurde in Celorico da Beira geboren und verbrachte die ersten fünf Jahre seiner Kindheit dort. Drei Jahre lebte er danach mit seiner Familie in Brasilien, bevor sie nach Portugal zurückkehrten. Seit seinem 15. Lebensjahr lebte er in Lissabon.
Fotograf wurde er zunächst wider Willen und auf Drängen seines Vaters, der seinen Lebensunterhalt als Portrait- und Hochzeitsfotograf verdiente, wie bereits dessen Vater zuvor. Als Jugendlicher entdeckte Cunha dann seine Freude an der Fotografie, als er zunächst Freundinnen und später, als Hippie, Konzertfotos machte. Als sein erstes ausstellungswürdiges Bild gilt ihm seine Aufnahme einer Zuschauerin bei einem Procol-Harum-Konzert in Cascais 1962.
1970 begann er als Fotograf für Werbeagenturen in Lissabon zu arbeiten. 1972 wurde er Fotograf für die Zeitung O Século.
1973 heiratete er das erste Mal, die Ehe wurde zehn Jahre später geschieden.
Die Nelkenrevolution 1974 wurde seine erste große Reportage. Sein häufig verwendetes Foto des Hauptmanns Salgueiro Maia entstand dabei und machte ihn bekannt.
Er ging danach sofort in die Portugiesischen Kolonien, wo er insbesondere in Guinea-Bissau die Entkolonialisierung und Unabhängigkeit des Landes fotografierte.
1977 wurde Cunha Pressefotograf für die Nachrichtenagentur ANOP (Agência Noticiosa Portuguesa, heute Lusa). Er bereiste weiter Kriegs- und Krisengebiete, bekannt wurde u. a. sein Foto des siegreichen João Bernardo Vieira mit erhobenem Maschinengewehr nach dessen Putsch im November 1980 in Guinea-Bissau.
Für Portugals Staatspräsident Ramalho Eanes war Cunha von 1976 bis 1978 offizieller Fotograf, und erneut von 1985 bis 1996 für dessen Nachfolger Mário Soares.
1989 wurde er Mitbegründer und Foto-Chefredakteur der Zeitung Público, bis 1997, als er zu Edipresse wechselte. Ab 2000 fotografierte er für das Nachrichtenmagazin Focus.
Cunha fotografierte weiter auch in Kriegs- und Krisengebieten, etwa während der Unruhen in Rumänien bis zum Ende Ceaușescus 1989. Nach Rumänien kehrte er 1991 zu einer erneuten Reportage zurück, wo er bei einem Unfall schwer verletzt wurde. Er lernte dabei seine zweite Ehefrau kennen, die portugiesische Ärztin Maria Fernanda, die für die portugiesische Hilfsorganisation Assistência Médica Internacional (AMI) dort tätig war. Mit ihr zog er 1997 von Lissabon ins nordportugiesische Vila Verde, nahe Guimarães, der Heimatstadt seiner Frau.
Cunha blieb auch an seinem beschaulicheren Wohnort als international agierender Fotograf tätig, 2003 etwa berichtete er als Fotojournalist vom Irakkrieg. Für die AMI bereiste er zudem eine Vielzahl Länder, darunter Niger, Haiti, Sri Lanka, Nepal, den Irak oder auch Bangladesh.
Erstmals im Fernsehen arbeitete er 2002, zusammen mit der Journalistin Ana Sousa Dias in dem Magazin Por Outro Lado des öffentlich-rechtlichen Kanals RTP2.
Von 2003 bis 2012 leitete Cunha die Bildredaktion der Zeitung Diário de Notícias und war Fotodirektor der Agentur Global Imagens.
2012 setzte Alfredo Cunha sich als Berufsfotograf zur Ruhe. Ausschlaggebend für seinen Rückzug aus dem Tagesgeschäft war seine zunehmende Unzufriedenheit mit der Branche, in der er sich von Auftraggebern immer weiter eingeengt fühlte und gute, ausführliche Reportagen immer seltener geworden waren.
Einen Teil seiner Fotosammlung gab er inzwischen an das Centro Português de Fotografia in Porto und an das Fotoarchiv der Stadt Lissabon (Arquivo Fotográfico Municipal de Lisboa), dessen bedeutendster Einzelspender er mit 500 Papierabzügen und 5000 Digitalbildern ist.
Seither realisiert er verschiedene Buch- und Ausstellungsprojekte und arbeitet als freier Fotograf, u. a. für die Hilfsorganisation AMI oder den alternativen Reiseveranstalter Viagens Pinto Lopes, macht aber auch weiterhin Fotoreportagen, etwa die Reportage über Haiti 2015 für den Público.

## Auszeichnungen (Auswahl)
- 1994: Euro Press Foto (Ehrenpreis)
- 1995: Orden des Infanten Dom Henrique (Komtur)
- 2007 und 2008: Visão-Preis für Fotojournalismus

## Veröffentlichungen (Auswahl)
- Alfredo Cunha: A Cortina dos Dias / Obscured by Shadows. Porto Editora, Porto 2012 (ISBN 978-972-0-06257-4)
- Alfredo Cunha, Luís Pedro Nunes (Text): Toda a Esperança do Mundo., Porto Editora, Porto 2015 (ISBN 978-972-0-04780-9)
- Alfredo Cunha, Luís Pedro Nunes (Text): Guiné-Bissau 1974/2015, Katalog zur Ausstellung Alfredo Cunhas 2017 in der städtischen Galeria do Paço da Cultura in Guarda (ISBN 978-989-8676-13-9)
- Alfredo Cunha: Fátima – Enquanto Houver Portugueses / As long as there are Portuguese. Porto Editora, Porto 2017 (ISBN 978-972-0-06376-2)
- Alfredo Cunha: Mário Soares – Fotografias de 1974–2017. Porto Editora, Porto 2017 (ISBN 978-972-0-03004-7)
- Alfredo Cunha, Adelino Gomes (Text): Os Rapazes dos Tanques. Porto Editora, Porto 2017 (ISBN 978-972-0-04634-5)